# 米爾維爾鎮區 (克萊頓縣)
米尔维尔鎮區（Millville Township），美国艾奥瓦州克莱顿县的一个鎮區，总面积91.32平方公里，总人口471（2000年美国人口普查）。